# Levent
Levent és una mahalle i un dels principals districtes de negocis d'Istanbul, Turquia, ubicat a la part europea de la ciutat. Forma part del municipi (belediye) de Beşiktaş, i està situat al nord del Corn d'Or, a la costa occidental de l'estret del Bòsfor.
Levent està en competència directa amb el proper districte financer de Maslak, pel que fa als projectes de nous gratacels. Un dels grups de gratacels de la ciutat es troba aquí, ben amagat darrere dels turons del Bòsfor, i sense pertorbar l'ambient de la històrica península d'Istanbul, que es troba a força distància.
A Levent es troba el gratacel acabat més alt de Turquia, l'Istanbul Sapphire, de 54 pisos, amb una alçada de 238 metres (261 metres incloent-n'hi l'antena).